# Hamadaniyeh
Hamadaniyeh (tiếng Ả Rập: الحمدانية) là một ngôi làng Syria nằm ở Al-Tamanah Nahiyah ở huyện Maarrat al-Nu'man, Idlib. Theo Cục Thống kê Trung ương Syria (CBS), Hamadaniyeh có dân số 770 trong cuộc điều tra dân số năm 2004.